# Cranwich
Cranwich – wieś w Anglii, w hrabstwie Norfolk, w dystrykcie Breckland. Leży 48 km na zachód od Norwich i 124 km na północny wschód od Londynu.
Miejscowość liczy 60 mieszkańców.